# 自動程式碼審查
自動程式碼審查（Automated code review）是可以檢查原始碼是否符合規定的軟體，規定可能是事先定義的規則，或是目前的最佳實務。 
自動程式碼審查在開源軟體以及商業軟體的開發中都有用到。
利用分析的方式來檢測及審查程式碼，偵測其中是否有軟體錯誤或是安全問題，已經是標準的開發實務。進行的方式可以用人工確認，也可以用自動化的方式確認。隨著自動化，軟體工具可以協助代码审查及檢查的過程。审查工具一般會列出許多的警告（程式碼違反程式標準）。审查工具也可以修正發現的問題，可以用自動化的修正方式，或是由程式設計師輔助的修正方式。這是容易掌握的軟體中的一部份。有助於軟體智慧的實踐。這個程序常稱為linting，因為Lint是最早期用在靜態程式分析的軟體。
有些靜態程序分析工具可以用來協助自動程式碼審查，這些工具受歡迎的程度不如人工審查，但可以作的更快，更有效率。這些工具也可以封裝一些對底層規則的深入瞭解，以及要進行形態分析需要的語意，因此操作軟體的人工審查者不需要和完全人工審查者一樣，有對程式及業務深入的瞭解。許多集成开发环境（IDE）也有提供基本的自動程式碼審查機能，例如Eclipse及Microsoft Visual Studio。集成开发环境也有許多的plugin可以進行程式碼審查。
除了靜態程序分析工具外，也有工具可以分析軟體，並且進行軟體視覺化，幫助人理解程式碼。這種系統更著重在分析，因為一般而言其中沒有事先設定要檢查的規則。這類工具（像是Imagix 4D、Resharper、SonarJ、Sotoarc、Structure101、ACTool）可以讓分析者定義目標架構，確保實際軟體的實現不會違反目標架構的限制條件。